# Miltochrista hololeuca
Miltochrista hololeuca là một loài bướm đêm thuộc phân họ Arctiinae, họ Erebidae.